# Pygmaeorchis seidelii
Pygmaeorchis seidelii är en orkidéart som beskrevs av Antonio Luiz Vieira Toscano och Moutinho. Pygmaeorchis seidelii ingår i släktet Pygmaeorchis och familjen orkidéer. Inga underarter finns listade i Catalogue of Life.